# Galway Sportsground
Le Galway Sportsground est un stade situé à Galway en Irlande.
Cette enceinte est principalement utilisée pour les courses de lévriers et les rencontres de rugby à XV du Connacht Rugby.

## Histoire
Le Galway Sportsground est inauguré en 1927 par un match de football. Il peut accueillir 7 000 personnes avec des tribunes temporaires, mais la capacité réelle est de 5 500 places.
En janvier 2024, il est annoncé que le stade prend le nom de Dexcom Stadium, en vertu d'un partenariat avec l'entreprise américaine Dexcom (en).